# Особени сезони
„Особени сезони“ (на английски: „Different Seasons“) е сборник от четири новели на Стивън Кинг, издаден през 1982 г. (в България през 1993 г.).

## Сюжет
В това произведение на Кинг не става дума за чудовища или зли сили, а за нормални, но страховити обстоятелства. Отделните части се отнасят за четирите годишни сезона.
Новелата за пролетта разказва за банкер, влязъл в затвора по погрешка и за неволите му там. Тази за лятото разказва за момче, открило, че съседът му е опасен нацист-престъпник. Новелата за есента разказва за четири деца открили важен труп, а за зимата – за жена решила да роди на всяка цена и мистериозен клуб. 
И четирите новели показват обратите в живота и са опит на автора да се отърси от името, което си създава – това на писател на ужаси, които нямат сериозна стойност.  А те са: Рита Хейуърт и изкуплението в Шоушенк /Rita Hayworth and Shawshank Redemption, 1982/.  Способен ученик /Apt Pupil, 1982/. Тялото /The Body, 1982/.  Начин на дишане /The Breathing Method, 1982/

## Адаптация
Три от новелите са филмирани с участието на известни актъори като Морган Фрийман, Тим Робинс и Иън Маккелън.